# Bowman Flag
The Bowman Flag – najstarsza znana flaga, która została zaprojektowana w Australii, została wykonana w 1806 roku przez Johna i Honor Bowmanów .
Flaga po raz pierwszy została wywieszona w okolicach miasta Richmond (Nowa Południowa Walia) w 1806 roku po zwycięstwie floty brytyjskiej w bitwie pod Trafalgarem, która odbyła się 21 października 1805 roku . Informacja o zwycięskiej bitwie, została opublikowana w Australii przez The Sydney Gazette w dniu 13 kwietnia 1806 roku . Oryginalna flaga znajduje się w kolekcji State Library of New South Wales w Sydney .
Flaga została wykonana z sukni ślubnej Honory Bowman, która była zrobiona z jedwabiu. Nie ma pewności kto uszył flagę, możliwe że była to Pani Honor lub córka Państwa Honor – Mary Bowman (wówczas miała 9 lat). Wizerunek na fladze najprawdopodobniej został wykonany przez profesjonalnego malarza .
Na fladze w tarczy umieszczono tradycyjne symbole roślinne – Anglii, Szkocji oraz Irlandii, są to odpowiednio – róża, oset i trójlistna koniczyna (tzw. shamrock). Ponadto na fladze umieszczono wizerunki kangura i emu, które po raz pierwszy zostały wykorzystane jako symbole narodowe Australii. Flaga uzupełniona jest o słowo Unity (pol. Jedność), które znajduje się nad tarczą oraz motto England expects that every man will do his duty (pol. Anglia oczekuje, że każdy człowiek wypełni swój obowiązek), które znajduje się pod tarczą  .  
Flaga mogła być inspiracją do wykorzystania wizerunków kangura i emu w herbie Australii .